# 広島運輸支局
広島運輸支局（ひろしまうんゆしきょく）は、国土交通省の地方支分部局である運輸支局のひとつ。中国運輸局管内。

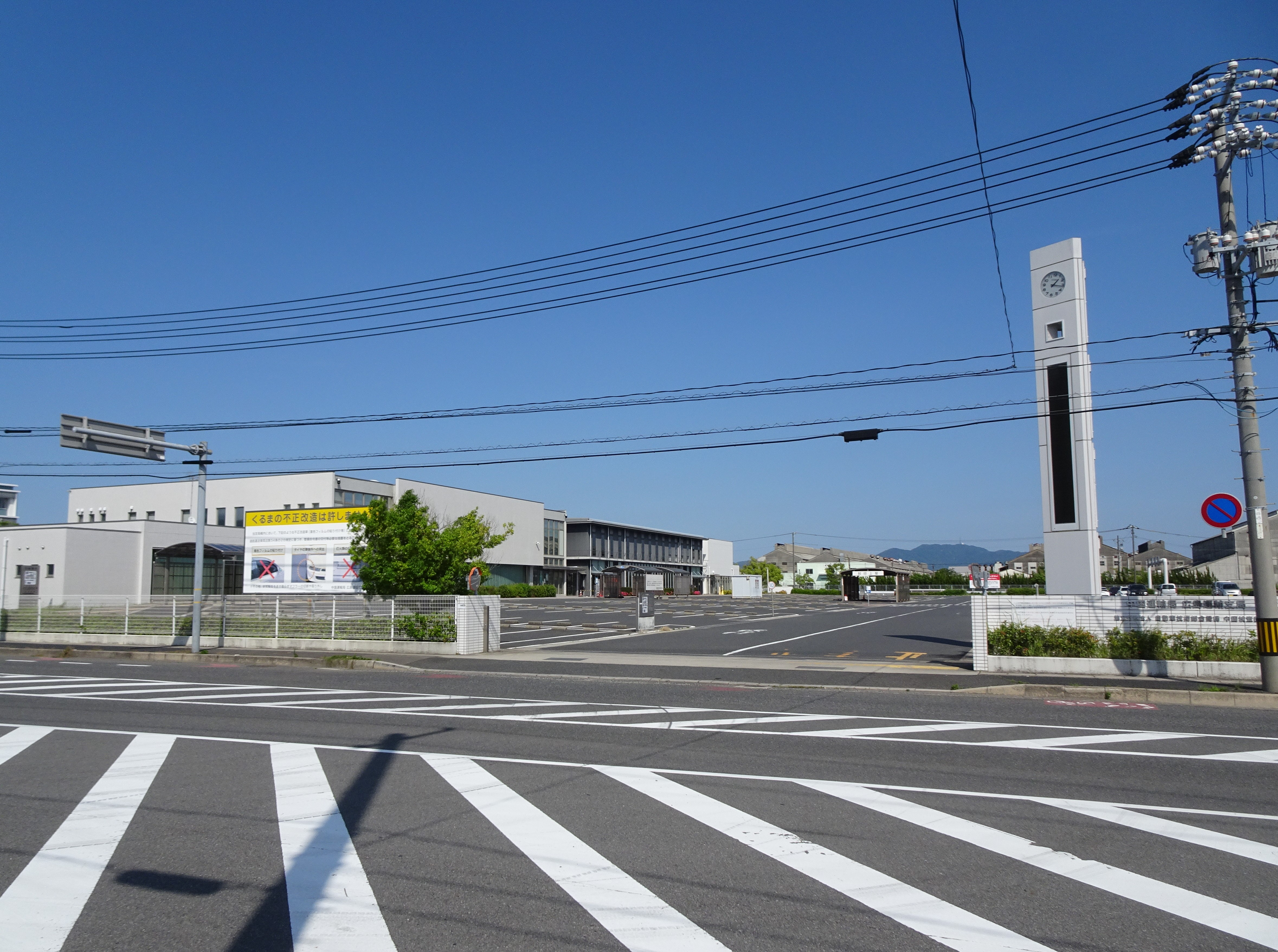
広島運輸支局

自動車登録の受付などを担当する陸運部門のみが存在する。傘下に自動車検査登録事務所1箇所を置く。
なお、海事部門は中国運輸局の実質的な直轄区域（本局海上安全環境部または尾道・因島・呉の各海事事務所管内）となる。

## 本庁舎
ここで交付されるナンバープレートは「広島」ナンバーになる。
- 所在地：広島県広島市西区観音新町4-13-13-2
- 管轄区域：広島県西部（広島市・呉市・三次市・庄原市・大竹市・東広島市・廿日市市・安芸高田市・江田島市・安芸郡・山県郡）

### 出先機関
福山自動車検査登録事務所
ここで交付されるナンバーは、「福山」ナンバーとなる。
- 所在地：広島県福山市南今津町44
- 管轄区域：広島県東部（尾道市・福山市・三原市・府中市・竹原市・豊田郡・世羅郡・神石郡）